# Elinor Barker
Elinor Barker, MBE (* 7. September 1994 in Cardiff) ist eine walisische Radsportlerin und Olympiasiegerin.

## Sportliche Laufbahn
2011 errang Elinor Barker bei den Straßen-Weltmeisterschaften in Kopenhagen die Silbermedaille im Einzelzeitfahren, bei den Bahn-Europameisterschaften der Junioren wurde sie Zweite in der Einerverfolgung. 2012 wurde sie in Valkenburg Junioren-Weltmeisterin im Einzelzeitfahren, bei den Weltmeisterschaften auf der Bahn belegte sie jeweils den zweiten Platz im Omnium sowie in der Einerverfolgung und den dritten Platz in der Mannschaftsverfolgung (mit Hayley Jones und Amy Roberts). Im selben Jahr wurde sie zudem zweifache Junioren-Europameisterin in der Einer- sowie in der Mannschaftsverfolgung (mit Roberts und Lucy Garner).
In den folgenden Jahren verlegte Barker den Schwerpunkt ihrer sportlichen Aktivität auf die Bahn und wurde eine der erfolgreichsten Fahrerinnen in der Mannschaftsverfolgung. In dieser Disziplin wurde sie 2013 und 2014 Weltmeisterin sowie von 2013 bis 2015 dreimal in Folge Europameisterin.
2016 wurde Elinor Barker für die Teilnahme an den Olympischen Spielen in Rio de Janeiro nominiert, wo sie gemeinsam mit Katie Archibald, Laura Trott und Joanna Rowsell-Shand Olympiasiegerin in der Mannschaftsverfolgung wurde. Im Jahr darauf wurde sie Weltmeisterin im Punktefahren, im Scratch sowie im Zweier-Mannschaftsfahren (mit Emily Nelson) errang sie Silber. 2018 errang sie mit Archibald, Kenny und Emily Nelson bei den Bahnweltmeisterschaften Silber in der Mannschaftsverfolgung sowie Gold im Punktefahren bei den Commonwealth Games. Im Jahr darauf wurde sie Weltmeisterin im Scratch und Europameisterin in der Mannschaftsverfolgung, 2020 zweifache Weltmeisterin in Punktefahren und Mannschaftsverfolgung (mit Katie Archibald, Eleanor Dickinson, Neah Evans und Laura Kenny). Im selben Jahr wurde sie Europameisterin im Ausscheidungsfahren und gewann mit Laura Kenny Bronze im Zweier-Mannschaftsfahren.
Im Mai 2021 wurde Barker während des Trainings für die Olympischen Spiele von einem Auto angefahren, dessen Fahrer Unfallflucht beging; sie kam mit leichten Verletzungen davon. In Tokio errang Barker mit Katie Archibald, Neah Evans, Josie Knight und Laura Kenny die Silbermedaille in der Mannschaftsverfolgung. Sie erhielt ab 2022 einen Vertrag bei Uno-X, bestritt aber in jenem Jahr wegen Schwangerschaft und Mutterschaftsurlaub kaum Rennen. Erst 2023 stieg sie wieder voll ins Renngeschehen ein; ihr größtes Saisonergebnis auf der Straße war der siebte Platz bei Gent–Wevelgem. Uno-X verlängerte ihren Vertrag vorzeitig um mehrere Jahre. Auf der Bahn kehrte sie sogleich in die Erfolgsspur zurück und gewann jeweils die Titel in Mannschaftsverfolgung und Madison bei den Welt- und Europameisterschaften.
2024 wurde sie ebenfalls für die Olympischen Spiele in Paris nominiert. Dort gewann sie mit dem Team die Bronzemedaille in der Mannschaftsverfolgung sowie mit Neah Evans die Silbermedaille im Madison.

## Privates
2022 wurde Elinor Barker Mutter eines Sohnes.

## Erfolge

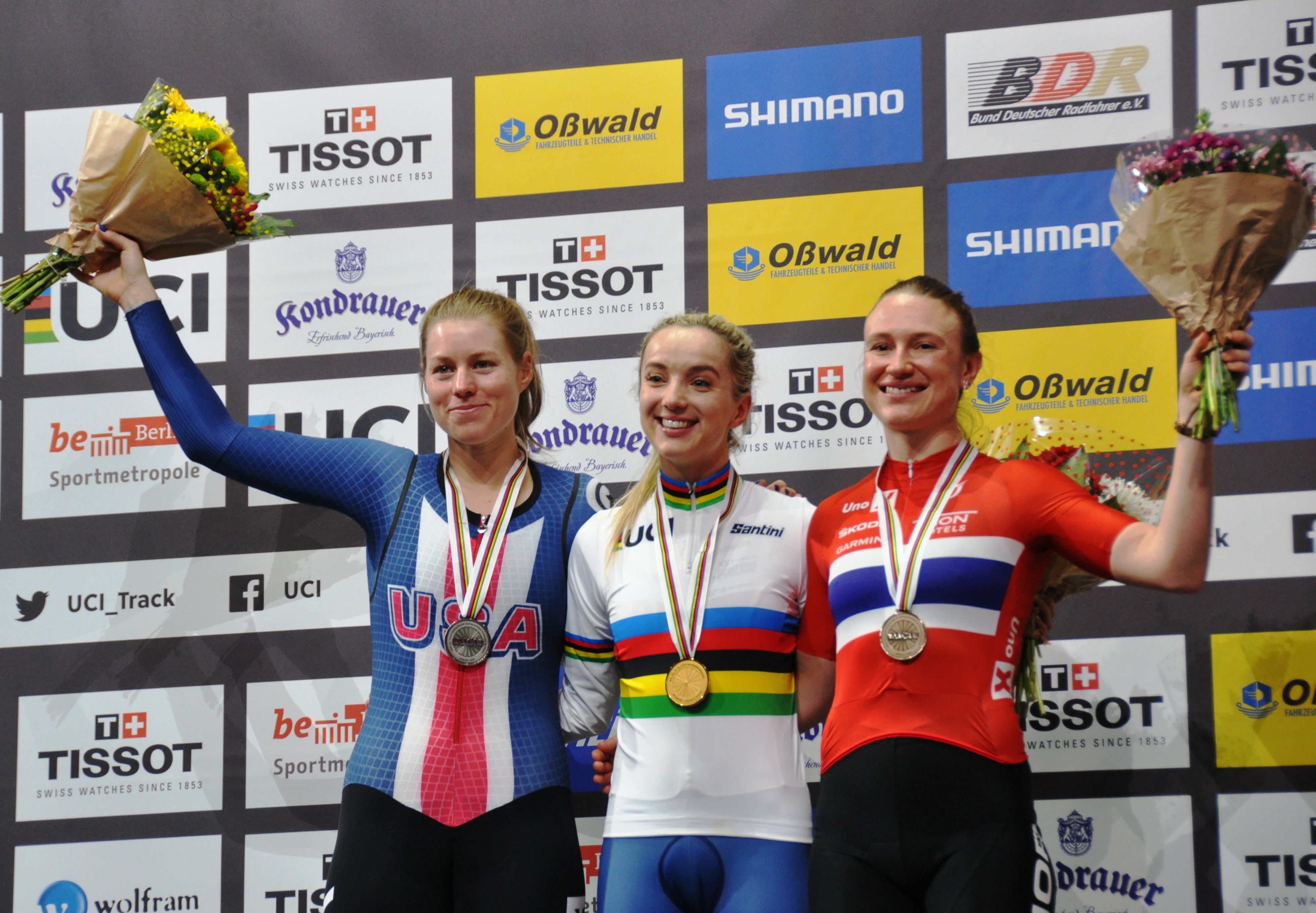
Siegerehrung bei den Bahn-Weltmeisterschaften 2020 in Berlin (v. r. n. l.): Jennifer Valente, Elinor Barker, Anita Yvonne Stenberg

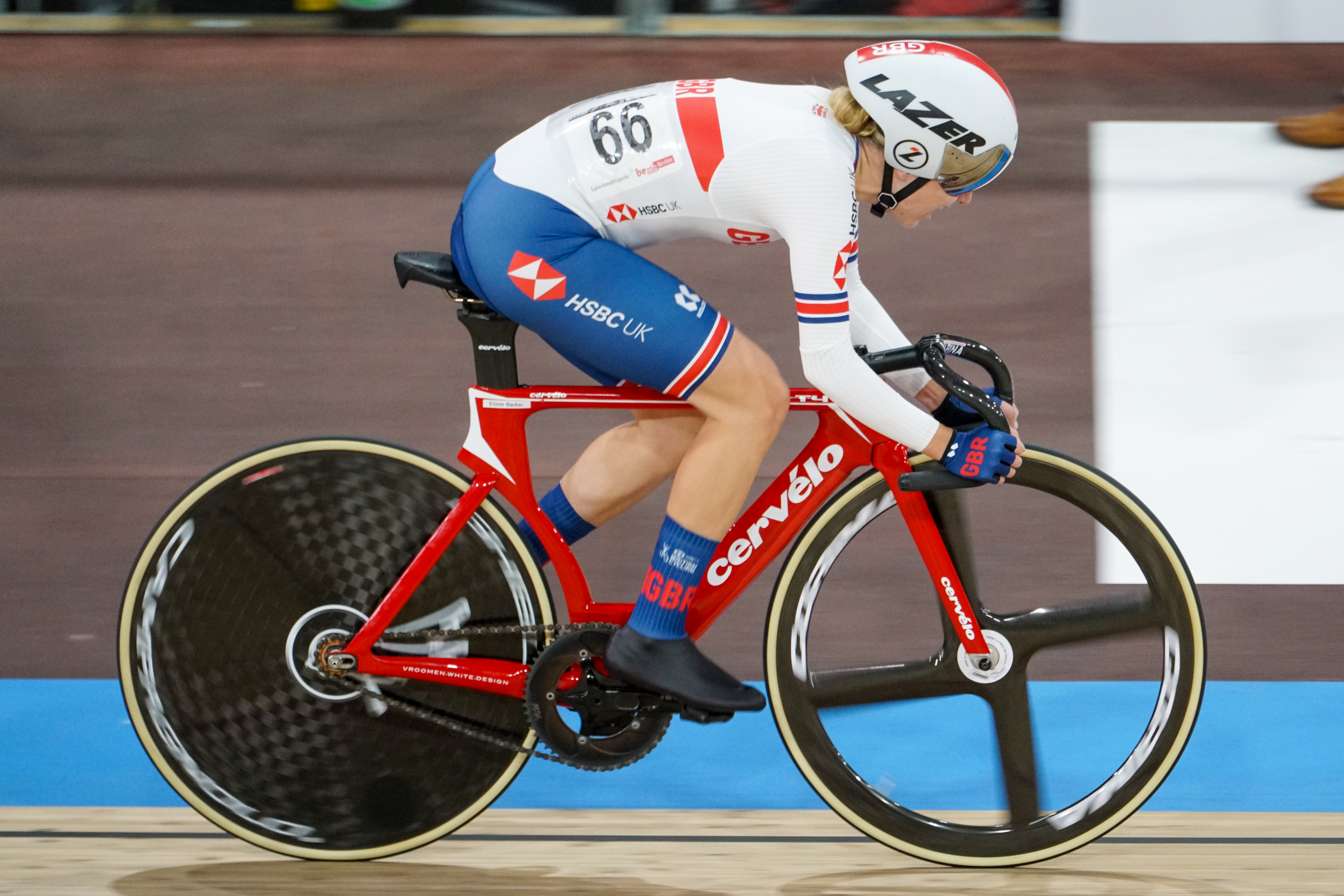
Barker im Punktefahren der Bahn-WM 2020

### Bahn
2011
- Junioren-Europameisterschaft – Einerverfolgung

2012
- Weltmeisterschaft – Einerverfolgung, Omnium
- Weltmeisterschaft – Mannschaftsverfolgung (mit Amy Roberts und Hayley Jones)
- Junioren-Europameisterin – Einerverfolgung, Mannschaftsverfolgung (mit Amy Roberts und Lucy Garner)
- Weltcup in Glasgow – Mannschaftsverfolgung (mit Laura Trott und Danielle King)

2013
- Weltmeisterin – Mannschaftsverfolgung (mit Danielle King und Laura Trott)
- Weltcup in Manchester – Mannschaftsverfolgung (mit Danielle King, Joanna Rowsell und Laura Trott)
- Weltcup in Aguascalientes – Mannschaftsverfolgung (mit Katie Archibald, Danielle King und Joanna Rowsell)
- Europameisterin – Mannschaftsverfolgung (mit Katie Archibald, Danielle King und Laura Trott)
- U23-Europameisterschaft – Einerverfolgung, Punktefahren

2014
- Weltmeisterin – Mannschaftsverfolgung (mit Danielle King, Joanna Rowsell und Laura Trott)
- Weltcup in Guadalajara – Mannschaftsverfolgung (mit Laura Trott, Ciara Horne, Amy Roberts und Katie Archibald)
- Weltcup in London – Mannschaftsverfolgung (mit Ciara Horne, Laura Trott und Katie Archibald)
- Europameisterin – Mannschaftsverfolgung (mit Katie Archibald, Laura Trott und Ciara Horne)
- Commonwealth Games – Punktefahren
- Commonwealth Games – Scratch
- Britische Meisterin – Mannschaftsverfolgung (mit Danielle King, Joanna Rowsell und Laura Trott)

2015
- Weltmeisterschaften – Mannschaftsverfolgung (mit Katie Archibald, Laura Trott und Joanna Rowsell)
- Europameisterin – Mannschaftsverfolgung (mit Laura Trott, Katie Archibald, Ciara Horne und Joanna Rowsell-Shand)

2016
- Olympiasiegerin – Mannschaftsverfolgung (mit Katie Archibald, Ciara Horne und Joanna Rowsell-Shand)
- Weltmeisterschaft – Mannschaftsverfolgung (mit Laura Trott, Ciara Horne und Joanna Rowsell-Shand)
- Europameisterschaft – Scratch
- Weltcup in Apeldoorn – Punktefahren
- Britische Meisterin – Zweier-Mannschaftsfahren (mit Laura Kenny)

2017
- Weltmeisterin – Punktefahren
- Weltmeisterschaft – Scratch, Zweier-Mannschaftsfahren (mit Emily Nelson)
- Weltcup in Manchester – Zweier-Mannschaftsfahren (mit Katie Archibald), Mannschaftsverfolgung (mit Katie Archibald, Emily Nelson und Neah Evans)
- Europameisterin – Zweier-Mannschaftsfahren (mit Eleanor Dickinson)
- Europameisterschaft – Mannschaftsverfolgung (mit Katie Archibald, Manon Lloyd und Emily Kay)

2018
- Weltmeisterschaft – Mannschaftsverfolgung (mit Emily Nelson, Laura Kenny und Katie Archibald)
- Siegerin Commonwealth Games – Punktefahren
- Europameisterin – Mannschaftsverfolgung (mit Laura Kenny, Katie Archibald, Neah Evans und Eleanor Dickinson)
- Britische Meisterin – Zweier-Mannschaftsfahren (mit Katie Archibald)
- Weltcup in Milton – Madison (mit Katie Archibald), Mannschaftsverfolgung (mit Katie Archibald, Laura Kenny und Eleanor Dickinson)
- Weltcup in London – Mannschaftsverfolgung (mit Eleanor Dickinson, Laura Kenny, Neah Evans und Katie Archibald)

2019
- Weltmeisterin – Scratch
- Weltmeisterschaft – Mannschaftsverfolgung (mit Eleanor Dickinson, Laura Kenny und Katie Archibald)
- Europameisterin – Mannschaftsverfolgung (mit Laura Kenny, Katie Archibald, Neah Evans und Eleanor Dickinson)
- Weltcup in Glasgow – Mannschaftsverfolgung (mit Katie Archibald, Neah Evans und Eleanor Dickinson)

2020
- Weltmeisterin – Punktefahren
- Weltmeisterschaft – Mannschaftsverfolgung (mit Laura Kenny, Neah Evans, Eleanor Dickinson und Katie Archibald)
- Europameisterin – Ausscheidungsfahren
- Europameisterschaft – Zweier-Mannschaftsfahren (mit Laura Kenny)

2021
- Olympische Spiele – Mannschaftsverfolgung (mit Katie Archibald, Neah Evans, Josie Knight und Laura Kenny)

2023
- Europameisterin – Zweier-Mannschaftsfahren (mit Katie Archibald), Mannschaftsverfolgung (mit Katie Archibald, Josie Knight, Anna Morris und Neah Evans)
- Weltmeisterin – Zweier-Mannschaftsfahren (mit Neah Evans), Mannschaftsverfolgung (mit Katie Archibald, Josie Knight, Anna Morris und Megan Barker)

2024
- Nations Cup in Adelaide – Zweier-Mannschaftsfahren (mit Katie Archibald)
- Olympische Spiele – Mannschaftsverfolgung (mit Josie Knight, Anna Morris und Jessica Roberts)
- Olympische Spiele – Madison (mit Neah Evans)

### Straße
2011
- Straßenweltmeisterschaft (Junioren) – Einzelzeitfahren

2012
- Weltmeisterin der Juniorinnen – Einzelzeitfahren

2017
- eine Halbetappe BeNe Ladies Tour